# حقوق الطفل في مالي

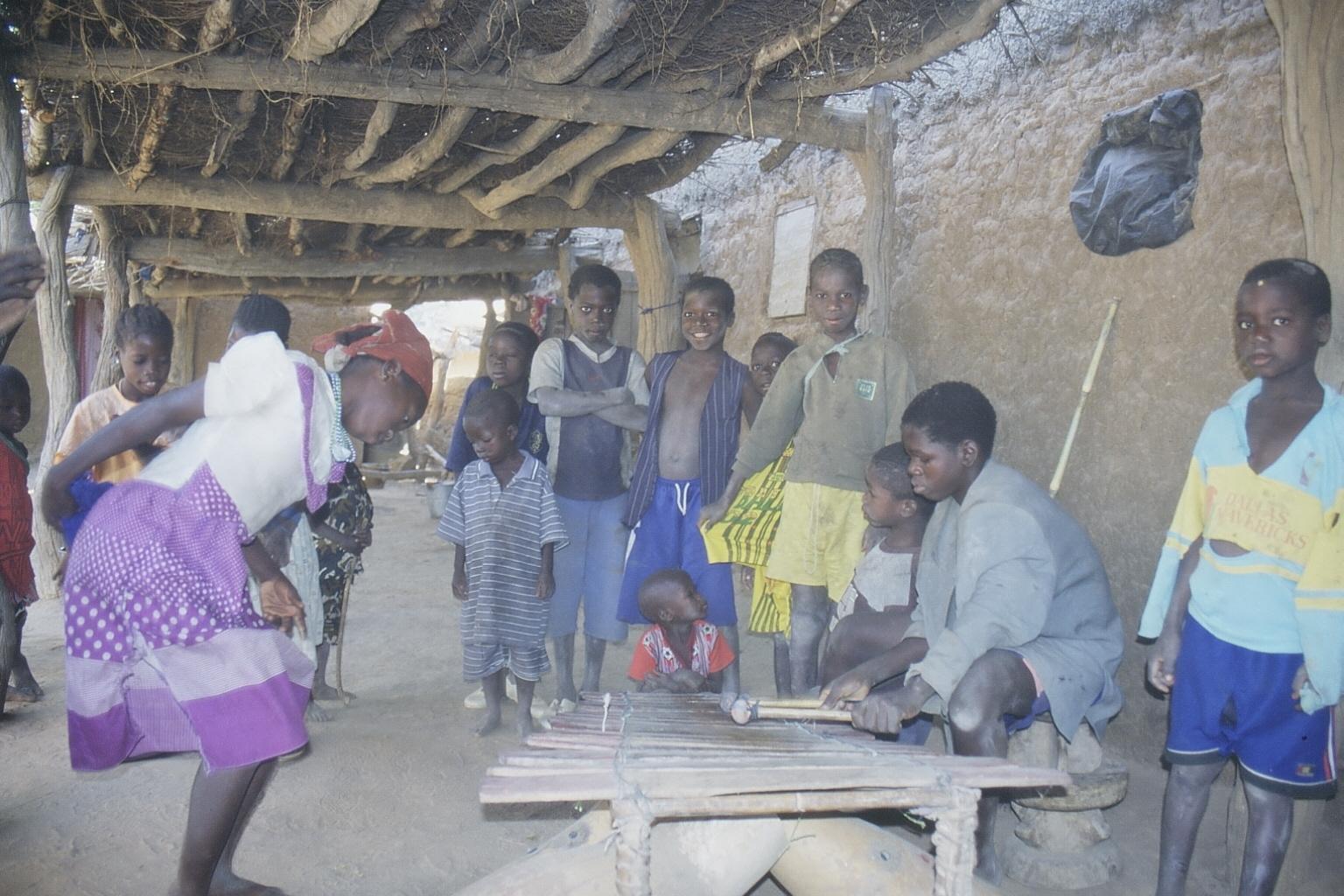
فتاة ترقص على إيقاع آلة البلافون الإفريقية في إحدى قري مالي.

حقوق الطفل أولوية سياسة معلنة في مالي، حيث لا يتعدى نصف عدد السكان 18 عاماً. ولذلك، ينص الدستور الذي تبنته الدولة في عام 1992 -في ديباجته- على اعتزام الشعب المالي «الدفاع عن حقوق المرأة والطفل». وقد شاركت مالي في رئاسة القمة العالمية للطفولة عام 1990، وكانت من أول الدول التي صادقت على الاتفاقية الخاصة بحقوق الطفل. كما أنها صادقت على الوثائق الدولية الرئيسة، مثل وثائق منظمة العمل الدولية. بيد أن السياسات العامة المطبقة لحماية حقوق الطفل والنهوض بها تصطدم بالعديد من العوائق مثل:الفقر والأمية واستمرار الممارسات العرفية وافتقار الدولة والسلطات المحلية للإمكانات. وعلى الرغم من وجود العديد من البرامج المطبقة والاستثمارات التي قام بضخها المجتمع المدني والمنظمات الأهلية الأجنبية والوطنية، فإن وضع الأطفال لايزال صعباً على العديد من الأصعدة مثل: الصحة والتعليم وعمالة الأطفال.

## المعاهدات والاتفاقيات الدولية
صادقت مالي على معظم الاتفاقيات الدولية المُتعلقة بحقوق الطفل ومن بينها:
- اتفاقية حقوق الطفل الصادرة عام 1990، والبروتوكولات الملحقة بها (البروتوكول الملحق المتعلق بإشراك الأطفال في النزاعات المسلحة وكذلك البروتوكول الملحق بشأن بيع الأطفال، وبغاء الأطفال، والمواد الإباحية عن الأطفال الصادر عام 2002).
- اتفاقية منظمة العمل الدولية بشأن عمالة الأطفال وتحديد الحد الأدنى لسن العمل.[3] وأسوأ أشكال عمالة الأطفال.[4]
- الميثاق الأفريقي لحقوق ورفاهية الطفل.[5] الصادر عام 1998.[6]

## اتفاقية حقوق الطفل
كانت مالي من أوائل الدول التي وقعت ثم صادقت على اتفاقية حقوق الطفل في 20 من سبتمبر عام 1990. وعند تصديق الإتفاقية أبدت مالي تحفظًا وهو:«إيماء لقانون الأسرة في مالي، تعلن حكومة جمهورية مالي أن المادة 16 من الاتفاقية لا محل لها من التطبيق». وتتعلق هذه المادة بالحق في الحماية ضد التدخل في حياة الطفل الخاصة.
وبتوقيعها على اتفاقية حقوق الطفل، تخضع مالي للمراجعة الدورية من قبل لجنة حقوق الطفل ولذلك، فيتعين عليها تقديم تقرير دوري عن تنفيذ تلك الاتفاقية.

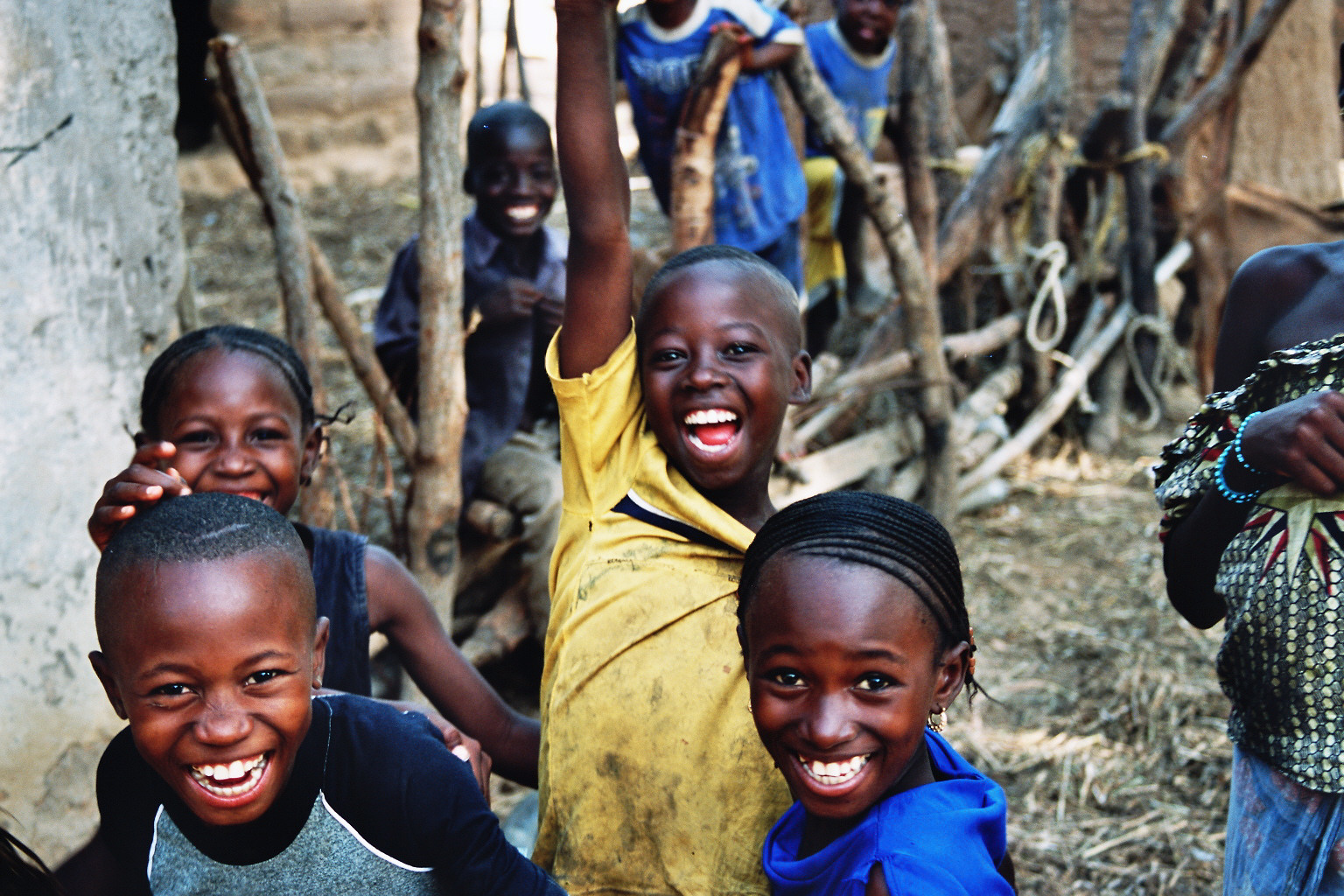
أطفال من مالي

و من المفترض إجراء هذه الدراسة كل خمس سنوات. وقد كان من المقرر تسليم التقرير الأولى (المبدئي) في عام 1995، أي خمس سنوات عقب تصديق مالي على تلك الاتفاقية. إلا أنه لمم يتم كتابة هذا التقرير إلا في عام 1998، وقد بررت الوزيرة المالية للنهوض بالمرأة والطفل والأسرة ديارا افوساتو تييرو هذا بأنه «نتيجة الأحداث التي أثرت على البلاد سياسيًا واقتصاديًا في الفترة ما بين عام 1991 وعام 1995 وهي الفترة التي تم فيها إنشاء مؤسسات الجمهورية الثالثة».
فحصت لجنة حقوق الطفل التقرير الأول في 28 سبتمبر 1999، كما استمعت إلى الوفد المالي برئاسة الوزيرة ديارا افوساتو تييرو والمكون من ممثلين لمختلف الوزارات
وقد أعرب الوفد المالي عن رغبة الحكومة في رفع التحفظ عن المادة 16، مؤكدا على إعداد خطة عمل قومية من قبل الحكومة المالية في الفترة ما بين 1992 - 2000 من أجل بقاء وتنمية وحماية الطفل والتي سبق إعدادها عام 1991 بالإضافة إلى تطبيق أحكام قوانين مُختلفة تهدف إلى حماية الطفولة.
وفي عام 2005، تم إعداد التقرير الدوري الثاني، وتم بحثه والموافقة عليه من قبل مجلس الوزراء في 31 مارس عام 2005. وفي 18 يناير عام 2007 عرضه الوفد المالي برئاسة وزيرة النهوض بالمرأة والطفل والأسرة ديالو سينى أمام لجنة حقوق الطفل.
و أشار التقرير بصفة خاصة إلى أنه قد تم تطبيق برامج مختلفة مثل برنامج التنمية الصحية والاجتماعية والبرنامج العشري للتعليم وبرنامج تنمية العدالة والإطار الإستراتيجي لمكافحة الفقر وهي برامج تعطي جميعها «مكانة خاصة للطفل».
فإذا كان هناك تقدم ملحوظ قد تم في العديد من المجالات إلا أن العديد من المعوقات تعرقل فاعلية حقوق الطفل في مالي ولا سيما الفقر والأمية وافتقار الدولة للإمكانات.
وقد أعربت لجنة حقوق الطفل، في مُلاحظاتها النهائية التي تم إقرارها في 2 فبراير 2007, عن سعادتها بتبني عدد من النصوص التي من شأنها تعزيز حماية الأطفال مثل مجانية تسجيل المواليد والعلاج المضاد للفيروسات الرجعية وإصدار قانون حماية الطفولة وإنشاءالمركز القومي للوثائق والمعلومات عن المرأة والطفل وشروط إنشاء وعمل مراكز الضيافة الخاصة والاستماع والنصح والإعاشة الخاصة بالأطفال، وإنشاء محاكم خاصة بالأطفال والتصديق على الكثير من المُعاهدات والإتفافيات الدولية المتعلقة بحقوق الإنسان وبالتالي بحقوق الطفل.
على الرغم من «اعتراف اللجنة بالمشاكل التي تواجه الدولة المعنية: الفقر والمشكلات الخطيرة المتعلقة بالعبور، ولا سيما التي تواجه سكان المناطق الصحراوية الممتدة عبر البلاد، ووجود بعض العادات والتقاليد التي قد تعرقل التحقيق الكامل لكل الحقوق والحريات الأساسية للأطفال»، إلا أنها تأسف لعدم الأخذ في الاعتبار بشكل كاف بعض التوصيات التي تمت صياغتها عام 1999، على سبيل المثال «تسجيل المواليد والتعذيب الجسدي والمعاملة السيئة والإهمال وتعرض الأطفال للعنف وتشويه الأعضاء التناسلية للنساء والزواج المبكر والإجباري والإستغلال الاقتصادي والتمييز بين بعض المجموعات من الأطفال الضعفاء وإجراء إصلاحات قضائية لصالح الأحداث». أوصت اللجنة دولة مالي بتعيين مندوبين لحماية الطفولة وكذلك مندوبين لمتابعة الأحداث المطلق سراحهم خلال فترة المراقبة كما هو مفترض أن ينص عليه قانون حماية الطفولة. وقد أعربت اللجنة عن أسفها لعدم تجديد خطة العمل الوطنية المعنية ببقاء الطفل ونموه وحمايته (1992-2000) و«لعدم وجود خطة عمل متكاملة للطفل تشمل جميع جوانب الاتفاقية» مع الأخذ في الاعتبار وجود خطة إستراتيجية قومية (2002-2006) تابعة لوزارة النهوض بالمرأة والطفل والأسرة. وتطالب اللجنة مالي ب«تعزيز جهودها بشكل عاجل لزيادة جميع الموارد المتاحة للميزانيات المخصصة لتنفيذ الاتفاقية ولا سيما لحماية الحقوق الاقتصادية والاجتماعية والثقافية للطفل (على سبيل المثال الحقوق المتعلقة بالتعليم والصحة) إلى جانب السعي لتوفير أموال كافية لحماية حقوق الأطفال المنتمين إلى بعض الفئات الضعيفة أو المهمشة، بما في ذلك الأطفال المصابين أو المعرضين للإصابة بفيروس نقص المناعة المكتسب (الأيدز) والأيتام والأطفال الذين يعيشون في ظل الفقر وهؤلاء الذين يعيشون في المناطق الريفية والنائية المتأخرة».
وقد قررت وزارة النهوض بالمرأة والطفل والأسرة وضع خطة عمل مع شركاءها لتنفيذ التوصيات. ويتمثل الهدف من الخطة التي تمتد على مدار خمسة أعوام من 2009 إلى 2013 في بحث تحسين الظروف المعيشية الخاصة بأطفال مالي بوجه عام وبصفة خاصة الأطفال الذين يعانون من ظروف معيشية صعبة.

## الميثاق الأفريقي لحقوق ورفاهية الطفل
قامت مالي بالتصديق على الميثاق الإفريقي لحقوق ورفاهية الطفل عام 1998، ودخل حيز التنفيذ في 29 نوفمبر عام 1999.
قدمت مالي عام 2007 تقريرها الأول الذي يشير إلى "أن الإرادة السياسية تكفل تفعيل حقوق الطفل في بلادنا' خلال الفترة الممتدة من عام 1999 إلى عام 2006، مُشيرًا على وجه الخصوص ضرورة تأسيس برلمان للأطفال واعتماد قانون حماية الطفل وقانون اّخر خاص بالمسؤولية الجنائية للأحداث وتأسيس محاكم خاصة بالأحداث وحملات قومية للتطعيمات وخفض نسبة الوفيات بين الأطفال والشباب وزيادة عدد الأطفال الملتحقين بالمدارس.

## سياسة الحكومة

### خطة العمل القومية الممتدة من عام 1992 حتى عام 2000
في أعقاب مؤتمر القمة العالمية من أجل الأطفال الذي عُقِد في نيويورك على مدار يومين بتاريخ 29 و30 سبتمبر عام 1990، وبعد التصديق على اتفاقية حقوق الطفل، أعدت مالي خطة عمل قومية من أجل بقاء وتنمية وحماية الطفل، تم اعتمادها من قبل مجلس الوزراء في 16 أكتوبر 1991.
ترتكز هذه الخطة على ثلاثة أهداف:
1. تحسين صحة السكان بصفة عامة، وصحة الأم والطفل بصفة خاصة.
2. تشجيع تنمية ومشاركة الطفل عن طريق الحصول على كافة مراحل التعليم.
3. إنشاء إطار مؤسسي ملائم يكفل حماية الطفل وفقاً لبنود الاتفاقية الدولية لحقوق الطفل.

وفي 7 يونيو 1994، تم إنشاء لجنة مشتركة بين الوزارات لتنفيذ خطة العمل القومية لحماية وبقاء ونمو الطفل. وتكمن مهمة هذه اللجنة في دفع وتنسيق أعمال المتابعة الفعالة من أجل تنفيذ المشروعات المختلفة لخطة العمل.

### إنشاء وزارة مختصة
في عام 1997، تم إنشاء وزارة للنهوض بالمرأة والطفل والأسرة، وهي مسؤولة بشكل أساسي عن إعداد وقيادة السياسة القومية فيما يتعلق بالنهوض وحماية حقوق الطفل. كما تم إنشاء إدارة قومية تابعة للوزارة من أجل النهوض بالطفل والأسرة مهمتها إعداد عناصر سياسية وطنية في مجال النهوض بالطفل ورفاهية الأسرة والتنسيق ومراقبة تنفيذ هذه السياسة.
في عام 1999، تم تأسيس لجنة مشتركة بين الوزارات للنهوض بالمرأة والطفل والأسرة يرأسها الوزير المسؤول وتتكون من ممثليين عن مختلف الوزارات. وتكون مكلّفة بالأمور التالية:
- دراسة وإبداء الرأى حول جميع الملفات المقدمة إليها من قبل الوزير المسؤول عن النهوض بالمرأة والطفل والأسرة.
- متابعة وبدء تقييم أداء الإدارات في تنفيذ التوصيات والإجراءات المتبعة لصالح المرأة والطفل والأسرة.
- متابعة وتقييم أعمال ومبادرات الجمعيات والمنظمات غير الحكومية التي تعمل لصالح المرأة والطفل والأسرة.[25]

وقد تم إنشاء هيئات مختلفة في البلاد تابعة للوزارة مثل لجنة العمل القومية من أجل القضاء على الممارسات الضارة بصحة المرأة والطفل. أو اللجنة القومية لمتابعة برامج مكافحة الاتجار بالأطفال في مالي.
أنشئ المركز القومى للوثائق والمعلومات المتعلقة بالمرأة والطفل بموجب القانون الصادر في 14 يناير 2004، وتتمثل مهمته في جمع ومعالجة ونشر الوثائق والمعلومات التي تشمل جميع جوانب وضع المرأة والطفل وتطبيق أي دراسة وبحث تتعلق بالمجموعات المستهدفة المعنية كل في مجاله.

### خطة العمل الممتدة من عام 2002 حتى عام 2006
في عام 2002، تم اعتماد خطة عمل للنهوض بالطفل في الفترة من عام 2002 وحتى عام 2006. والهدف منها هو خلق بيئة قانونية واجتماعية ملائمة من أجل حماية حقوق الطفل والنهوض بها في تلك الفترة. وترتكز هذه الخطة حول ست إستراتيجيات:
1. تحسين الظروف المعيشية لبقاء الأطفال، وذلك عن طريق تعزيز القدرات الفردية والجماعية للأبوين لاستخدام الخدمات الصحية الأساسية لصالح الطفل.
2. خلق بيئة قانونية واجتماعية ملائمة لتنمية الطفل.
3. تحسين معارف وقدرات الطوائف والأطفال، وذلك فيما يتعلق بمسألة الوقاية والحماية الخاصة.
4. تحسين التربية المدنية المواطنية للشباب من البالغين وذلك من أجل مشاركة فعالة في الحياة العامة الوطنية.

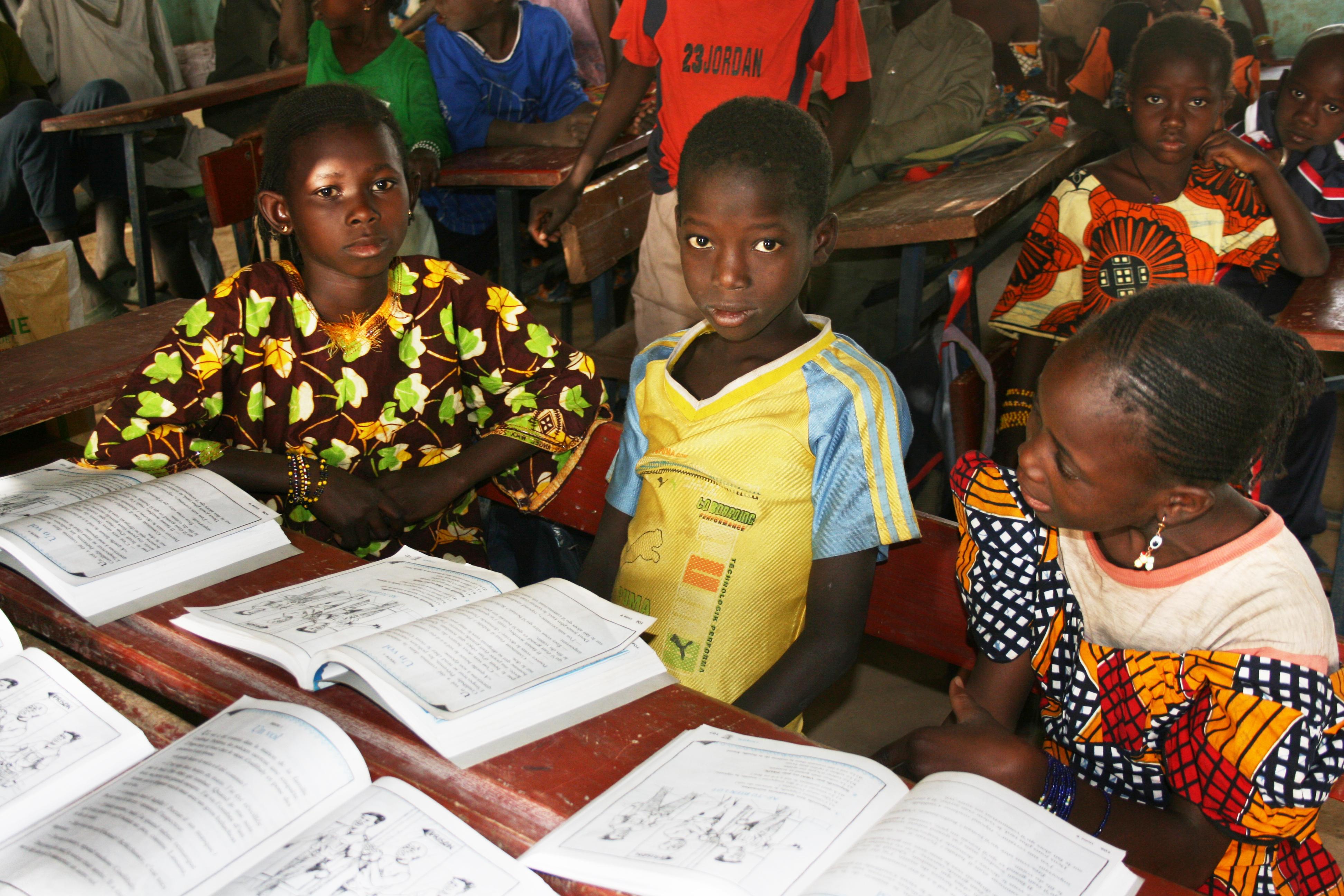
الأطفال الملتحقون بالتعليم المدرسى في قرية مارينا بمنطقة كايس.

5. تطبيق البحوث والدراسات.
6. الاتصال والدعوة للنهوض بالطفل.

### قانون حماية الطفل
يضم قانون الطفل بعد إقراره في عام 2002 مجموعة من القواعد التي تكفل للطفل الحماية اللازمة لنموه الجسدي والفكري لدمجه في المجتمع. وينص على تعريف الطفل بأنه «كل إنسان لم يتم الثامنة عشر من عمره».
ينص القانون على المبادئ والحقوق الأساسية لحماية الطفل وواجباته تجاه والديه وعائلته والمجتمع والدولة والمجتمع الدولي، لا سيما احترام الوالدين وكبار السن وحماية البيئة والقوانين والعمل على احترام حقوق الإنسان والحفاظ على قيم المجتمع وسلامة أراضي الدولة.
وينص القانون كذلك على تعيين مندوب لحماية الطفولة، ويحدد المرسوم الصادر بتاريخ 16 مارس 2006 على اختصاصاته. فهو يتدخل في جميع الحالات التي تهدد فيها صحة الطفل ونموه الجسدي والنفسي والعقلي، وهذا التدخل يكون من تلقاء نفسه، أو بناء على معلومات وردت إليه، أو بناء على طلب قاضي الأحداث.

### مشروع قانون الفرد والعائلة
بعد أكثر من عشر سنوات من المشاورات، تبنت الحكومة مشروع قانون الفرد والأسرة أثناء اجتماع مجلس المنعقد الوزراء المنعقد في 13 مايو 2009. وفي ليلة الرابع من أغسطس عام 2009، تبنت الجمعية الوطنية بأغلبية كبيرة مشروع القانون الذي كان الأساس لقانون الأسرة الجديد. ولكن بمجرد تبني الجمعية الوطنية لهذا القانون؛ كان مساراً لجدل كبير، ولا سيما من قبل المجلس الأعلى للشؤون الإسلامية في مالي الذي نظم مسيرات احتجاجية معتبراً أن هذا القانون يسيء للعادات المالية وللدين الإسلامي الذي يعتنقه أغلبية الشعب المالي.
وبعد مشاورات مع مؤسسات الجمهورية ومنظمات المجتمع المدني ونقابة المحامين والطوائف الدينية، قرر الرئيس أمادو توماني توري في 26 أغسطس عام 2009 عدم إصدار نص القانون بحالته هذه وإعادة النظر فيه مرة أخرى. وقد استند في قراره إلى «الحفاظ على الهدوء والسلام الاجتماعي».
إن مشروع قانون الأسرة يعد تقدماً كبيراً في مجال حقوق المرأة والطفل. وهو يستبدل مفهوم «السلطة الأبوية» و«الولاية الشرعية»، والتي تم تعريفها بأنها مجموعة من الحقوق والواجبات، هدفها الوحيد مصلحة الطفل، ويشترك في ممارستها الأب والأم معاً. وينص القانون الجديد على خضوع الطفل للوصاية حال وفاة أحد الوالدين أو حرمانهم من ممارسة الولاية الشرعية، وينطبق هذا أيضاً على الأطفال الشرعيين المعترف بهم من أحد الوالدين.
وفيما يتعلق بالمسيرات، ينص القانون الجديد على عدم التمييز بين الذكور والإناث من جهة؛ وبين الأطفال الطبيعيين والشرعيين من جهة أخرى.
ويحدد القانون الحد الأدنى لسن الزواج بالنسبة للذكور والإناث عند الثامنة عشر؛ باستثناء حالات الزواج المستقبلية التي يبلغ فيها سن الزوجين أقل من 15 عام، مع التحفظ بضرورة الحصول على موافقة الوالدين.

### المجتمع المدنى
منذ اقرار مبدأ الديمقراطية عام 1991، شهدت جمهورية مالي تنمية في المجتمع المدني والحياة المجتمعية. حيث تعمل العديد من الجمعيات والمنظمات غير الحكومية على الحماية والنهوض بحقوق الأطفال التي تتعلق في بعض الأحيان بحقوق المرأة. وتندمج الكثير من هذه المنظمات داخل تحالفات أهمها:
- الائتلاف المالي لحقوق الطفل (COMADE).
- وحدة تنسيق أعمال المنظمات غير الحكومية (CCA-ONG).
- الأمانة العامة لتحالف المنظمات غير الحكومية (SECO-ONG).
- تحالف الجمعيات والمنظمات النسائية غير الحكومية (CAFO).
- اتحاد أنقذوا الأطفال.

وقد تم تأسيس الائتلاف المالي لحقوق الطفل في فبراير 1995، وهو يضم 25 جمعية ومنظمة غير حكومية تعمل على حماية الشباب والنهوض بهم. ويهدف الائتلاف المالي لحقوق الطفل لأن يصبح إطاراً للتشاور والاستدعاء والضغط في مجال حقوق الطفل.
وقد قام الائتلاف المالي لحقوق الطفل عام 1999 بكتابة تقرير مكمل للتقرير الأولي الذي قدمته حكومة البلاد عام 1996 للجنة حقوق الطفل بموجب الإتفاقية المتعلقة بحقوق الطفل.
وتشارك العديد من المؤسسات في مجال حماية الطفولة؛ فقد قام الجنرال أمادو توماني توري بإنشاء مؤسسة لحماية الطفل، ويُذكر أنه ترأس «الجنة الانتقالية للإنقاذ الشعبي» عقب الانقلاب الذي أطاح بموسى تراوري عام 1991. وتتولى قرينته «توري لوبو تراوري» في الوقت الحالي رئاسة هذه المؤسسة المعروفة بفاعليتها العامة بموجب مرسوم رقم 271 الصادر في 6 أغسطس 1993. وتعمل هذه المؤسسة في العديد من المجالات، ولاسيما في مجال الصحة والتعليم.
تعد المنظمة المتنقلة للمساعدة الاجتماعية في حالات الطوارئ بمالي الساموسوسيال منظمة حقوقية تم إنشائها في مايو 2001، وقد حصلت على صفة منظمة أهلية بمالي عام 2002. وتعمل هذه المنظمة على مساعدة المهمشين اجتماعياً، وبالتحديد أطفال الشوارع في باماكو. ففي عام 2008، حصل 561 طفل على متابعة نفسية اجتماعية أو طبية نفسية فردية من قِبَل هذه المنظمة التي تقوم أيضاً بتنظيم حملات للوقاية وللتطعيم.
تقوم هذه المنظمة على مساعدة الأطفال على الدخول في مشروع «الخروج من الشارع» عن طريق توجيههم نحو مراكز للإعاشة وإصطحابهم داخل أسر وإلحاقهم بالمدارس وتدريبهم وإدراجهم داخل إطار مهني.
ويقوم المجتمع المدني بعملٍ هام وهو توعية السكان ولا سيما الأطفال للتعرف على حقوقهم. وفقاً لدراسة صدرت في باماكو في 23 يوليو 2009 حول حقوق المرأة والطفل؛ فإن 4 من أصل 10 أطفال يجهلون حقوقهم، في حين أن طفل واحد فقط من أصل 10 أطفال يدركون وجود نصوص تتعلق بحقوق الطفل.

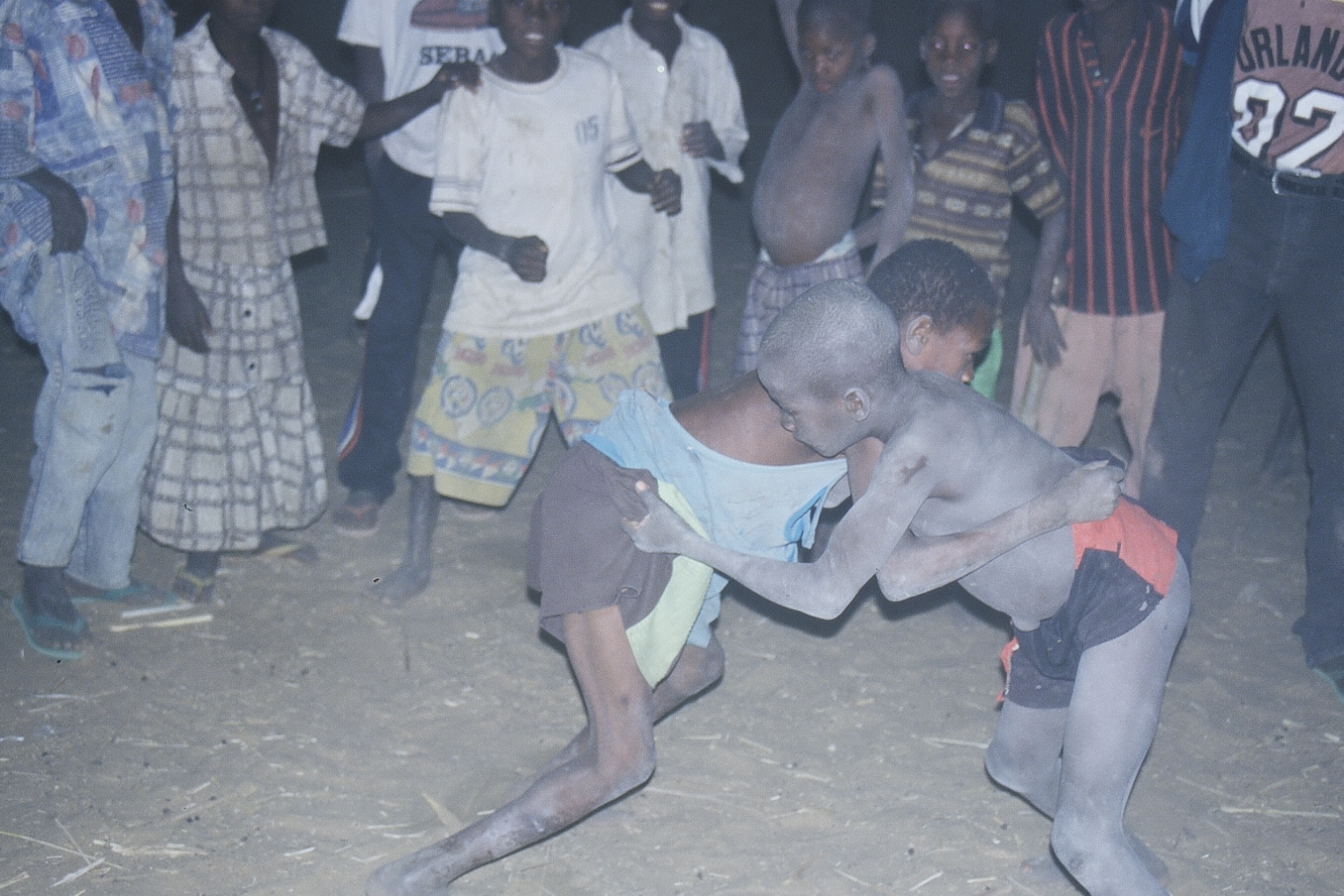
بعض الصبية الصغار يمارسون الألعاب القتالية في قرية كاني كونبولي بإقليم الدوجون.

### وضع حقوق الطفل في مالي
رغم ظهور العديد من السياسات التطوعية في السنوات الأخيرة، لا يزال أغلب الأطفال في مالي يعانون من أوضاع صعبة. فوفقًا لدراسة أعدتها كل من منظمة الأمم المتحدة للطفولة يونيسف، ووزارة الاقتصاد والمالية في مالي عام 2009، يعاني أكثر من 4,3 مليون طفل دون الخامسة عشرة، من حرمان قاسي. كما أن 50 % من الأطفال يعانون من الفقر. وتتمثل قسوة الحرمان بصورة أساسية في المسكن (يضار من هذا العامل 8 أطفال من بين كل 10) وفي التعليم (يضار من هذا العامل 6 أطفال من بين كل 10). كما أن هناك عدم مساواة في الخدمات وفقًا للموقع الجغرافي. ففي إقليم موبتي، إقليم تمبكتو، إقليم جاو وإقليم كيدال يضار من 8 إلى 9 أطفال من بين كل 10 من الحرمان القاسي، ومن 5 إلى 7 أطفال من بين كل 10 من الحرمان المُطلق.

### الأحوال المدنية وتسجيل المواليد
ينص قانون الأحوال المدنية على ضرورة تسجيل المولود خلال 30 يومًا من ولادته. ويكون التسجيل بالمجان في السجل المدني التابع لإدارة الأحوال المدنية. وبانقضاء هذه المدة، لا يتم استخراج شهادة ميلاد إلا بعد الحصول على حكم مُكمل من المحكمة المختصة. وفقًا لليونيسف، نصف الأطفال فقط يتم تسجيلهم عند الولادة؛ وبذلك نجد أن 51% من الأطفال، أقل من خمسة سنوات، مسجلين رسميًا، إلا أن هذه النسبة تتراوح بين 41% لأطفال الأسر الفقيرة في مقابل 71% لأطفال الأسر الثرية. ويرجع ذلك بصورة أساسية إلى قصور في خدمات السجل المدني (لاسيما في المناطق الريفية) وإلى عدم تطبيق الإجراءات القانونية، فضلًا عن مجانية الحصول على شهادة ميلاد.

### الصحة
تضع حكومة مالي ضمن أولوياتها خفض نسبة الوافيات بين الأطفال، حيث تبنت الحكومة عام 2007، بالتعاون مع شركائها من التقنيين ورجال المال، وثيقة إستراتيجية قومية، للحفاظ على حياة الأطفال، تم استخلاصها من خطط فعالة خاصة بالأقاليم في مالي.
وأشارت نتائج الإحصاء السكاني والصحي الذي أُجري عام 2006، إلى تراجع معدل الوفيات بين الأطفال في مالي خلال السنوات الخمس الماضية من 229 إلى 191 من بين كل ألف طفل. وترجع هذه النتيجة المُشجعة، إلى اتساع غطاء التطعيم باللقاح الثلاثي DTP (ثلاث جرعات من الدفتيريا، والتيتانوس، والسعال الديكي) الذي ارتفع من 40% عام 2011 إلى 68% عام 2006. كما ارتفع معدل السيدات اللاتي حصلن على خدمات صحية في فترة ما قبل الولادة بنسبة 35% من بين النساء اللاتي أجرين على الأقل أربع زيارات طبية. ورغم ذلك، لا يزال معدل الإصابة بسوء التغذية الحاد مرتفعًا بنسبة 15,2% بين الأطفال أقل من خمس سنوات عام 2006.

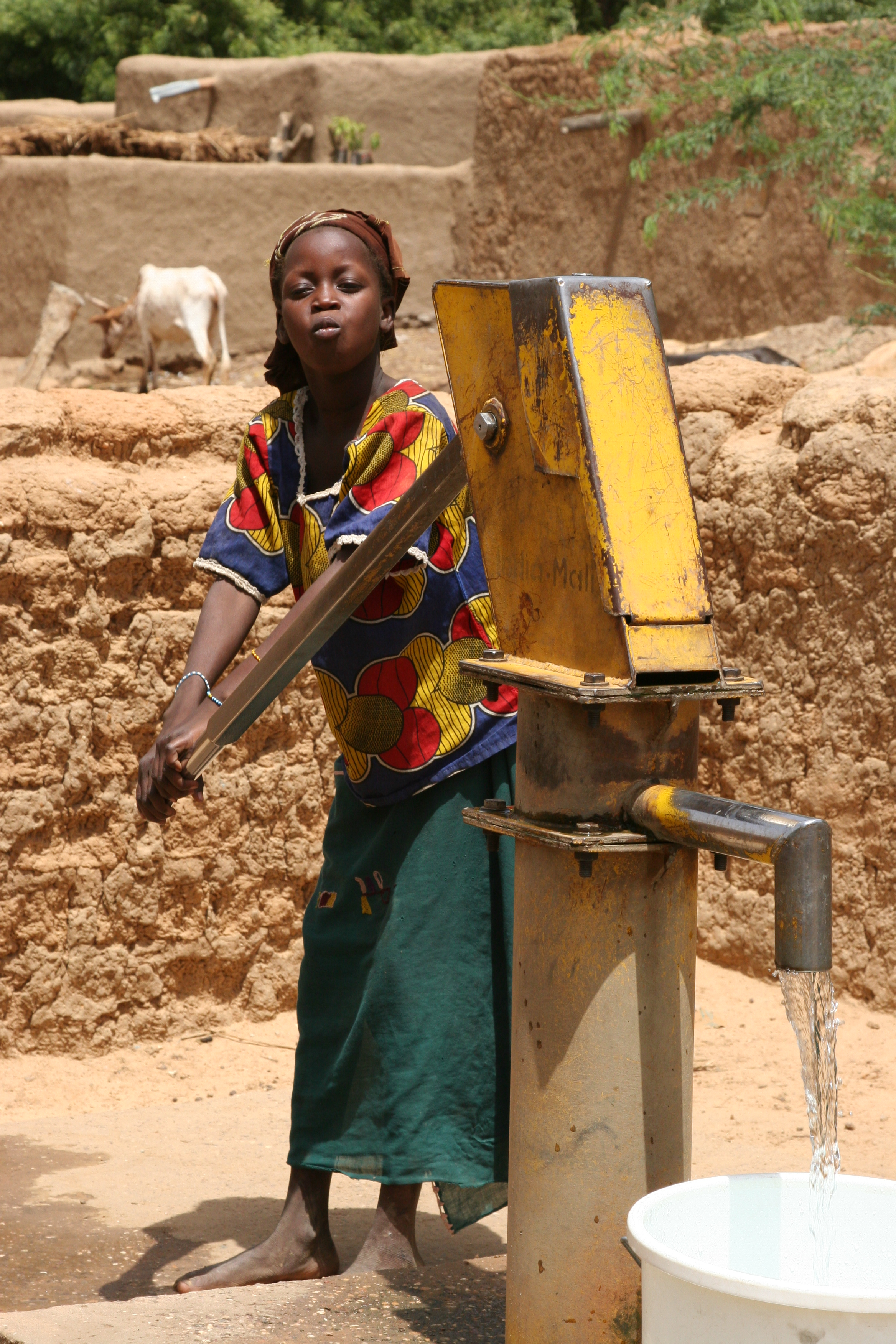
تعمل مضخات المياه على تحسين فرص الحصول على مياه الشرب

وقد ساعدت أيضا بعض الإجراءات السياسية في الحد من وفيات الأطفال من بينها إقرار مجانية علاج الملاريا للأطفال أقل من خمسة سنوات وللنساء الحوامل واستمرارية الكفالة الصحية لمرضى الإيدز، والعمليات القيصرية وتسجيل المواليد بالمجان. وقد أدى اتساع الغطاء التطعيمي إلى تراجع الإصابة بشلل الأطفال وببعض الأمراض مثل الحصبة أو التهاب السحايا. في المقابل، على الرغم من هذه الإجراءات المتبعة، تستمر نسبة الإصابة بالملاريا في مالي في الارتفاع، حيث تجاوزت 67% في عام 2002، لتصل إلى 85% في عام 2006. ويظل سوء التغذية هو السبب المباشر أو غير المباشر لأكثر من 50% من حالات الوفيات التي تم تسجيلها من بين الأطفال الأقل من خمس سنوات.
وفقا للإحصاء السكاني والصحي، فإن زيادة إمكانية الحصول على المياه الصالحة للشرب (التي وصلت إلى 67% وفقا للإحصاءات القومية) يؤدي إلى تراجع الإصابة بالأمراض التي تنقلها المياه، مثل الإسهال الذي يبلغ معدل انتشاره بين الأطفال 13,3%.

### تشويه الأعضاء التناسلية للإناث (الختان)
ينتشر ختان الإناث في مالي على نطاق واسع. ووفقا للإحصاء السكاني والصحي لعام 1996، فإن معدل انتشار الختان يصل إلى 94% بين السيدات اللاتي تتراوح أعمارهن بين 15 و49 عاما. المُمارسات الأكثر انتشارا هي: استئصال البظر (52%) واستئصال الجزء السطحى من البظر (47%). في المقابل، يمارس الختان الفرعوني على نطاق ضيق (أقل من 1%).
ففي عام 2006، صرح 85% من السيدات اللاتي تتراوح أعمارهم بين 15 و49 عامًا بتعرضهن للختان، وهي تعد نسبة منخفضة مقارنة بالتحقيق الذي تم اجراءه عام 2001 والذي يشير إلى ارتفاع النسبة إلى 92 %. ويجب الحذر عند تفسير هذا الرقم، لأن هذا لا يعني بالضرورة انخفاض الممارسة، ولكنه يمكن أن يدل على سوء التقييم؛ بسبب عدم رغبة بعض النساء في الإبلاغ عن تعرضهن للختان.
وعلى الرغم من أن عملية الختان كانت عادة تتم للفتيات البالغات اللاتي تتراوح أعمارهن بين 8 و13 عاما، إلا أن الفتيات الآن يتعرضن لهذه العملية في عمر مُبكر. ويتراوح متوسط العمر بين السادسة والسابعة للسيدات الآتي تتراوح أعمارهن من 30 - 34، وبين 3 و4 سنوات، للمراهقات اللآتي تتراوح أعمارهن بين 15 - 19 عاما. ويختلف متوسط العمر وفقا للإقليم. ففي إقليم كايس، تتعرض الفتيات للختان بصفة عامة قبل سن العام الواحد، بينما تتم هذه العملية في إقليمي السيجو وسيكاسو في عمر أكبر.
ولختان الإناث تداعيات كبيرة وخطيرة على الصحة، بعضها يظهر على المدي القصير مثل (النزيف، وانسداد صماخ بولي، وكزاز، وتلوث الجهاز البولي التناسلي للمرأة) والبعض الآخر على المدى البعيد مثل (عسر الطمث، وناسور المثانة المهبلي، والإصابة بالعدوى، والجماع المؤلم). وأخيرًا، فالختان يزيد من المخاطر أثناء فترة الحمل. "إن خطر تعرض المرأة لمضاعفات أثناء الوضع يزداد من 6 إلى 7 مرات، بالنسبة للمرأة التي تعرضت للختان، أكثر من المرأة التي لم تجر هذه العملية. {{استشهاد بكتاب}}: استشهاد فارغ! (مساعدة) وهناك أيضا احتمال حدوث اضطرابات نفسية.
في عام 1996، أيدت غالبية النساء (75%) إجراء عملية الختان، مقابل 13% رفضن إجراءه، بينما ترددت 12% في إبداء الرأي. ويختلف هذا التأييد وفقا لديانة المرأة (51% من السيدات المسيحيات، مقابل 76% من السيدات المسلمات و75% من الإحيائيات) ومستوى التعليم وتعرض المرأة للختان من عدمه. وتتمثل أسباب دعم الختان في الآتي: التقاليد (61%) والتشدد الديني (13%) والحفاظ على فضيلة المرأة (5%). وفقا للإحصاء السكاني والصحي لعام 2006، بررت السيدات اللاتي تم سؤالهن عن الختان، بأن مميزات هذه الممارسة ترجع إلى اعتراف المجتمع به (37%)، والرغبة في صحة أفضل (22%)، والحفاظ على العذرية (12%). وبالنسبة ل 17,4 % من السيدات، لا يوجد أي مميزات للختان وهو الرأي الذي يؤيده 23% من الرجال.
على الرغم من أن الكنيسة الكاثوليكية كانت قد بدأت حملات التوعية في عام 1966، إلا أن مناهضة ختان الإناث في مالي قد بدأ يتزايد في الثمانينات فقط، بالتعاون مع الاتحاد القومي لنساء مالي. وقد أخذت السلطة السياسية على عاتقها إنشاء لجنة قومية لمناهضة الممارسات التقليدية في مالي والتي تضم مؤسسات حكومية وهيئات إنسانية كمنظمة الصليب الأحمر. وبعد إقامة النظام الديمقراطي عام 1991، واصلت الجمعيات النسائية النضال.
ويهدف البرنامج الوطني لمكافحة ختان الإناث الذي تم إنشاءه بموجب حكم صادر بتاريح 14 يونيو 2002 إلى التنسيق والمتابعة وتقييم ممارسة ختان الإناث.
ويكلف هذا البرنامج الوطني بالآتي:
- التنسيق بين جميع الأنشطة للتصدي لختان الإناث.
- إجراء كافة الدراسات والبحوث على ظاهرة ختان الإناث.
- وضع إستراتيجية للاستعلامات والتعليم والتواصل في أماكن تواجد الأفراد والجماعات السكانية والتجمعات الإقليمية، بهدف ضمهم للسياسة القومية لمكافحة انتشار ختان الإناث.
- تصميم برامج للتغطية القومية بالتعاون مع مجموعة الشركاء.
- التقييم والمتابعة الميدانية للأنشطة في مجال ختان الإناث.
- إنشاء قاعدة بيانات عن الختان.
- دعم إعداد المناهج وإدخالها في المدارس الخاصة بإعداد المتخصصين في مجالي الصحة والتعليم.

في الواقع، لا يوجد أي قانون، في مالي، يحظر صراحةً ختان الإناث، كما هو الحال في بوركينا فاسو. وعلى الرغم من ذلك، طالبت لجنة حقوق الطفل في مالي، في ملاحظاتها الختامية «تنفيذ الإجراءات التشريعية الخاصة بحظر ختان الإناث.»

## توفير التعليم، والترفيه، والثقافة

### الالتحاق بالتعليم المدرسي
يزداد معدل الالتحاق بالمدارس في مالي، حيث ارتفعت نسبة صافي الملتحقين بالتعليم المدرسي من 22% في عام 1989 إلى 64% عام 2001/2002، ثم وصلت إلى 80,3% عام 2008. وعلى الرغم من هذا التقدم الكبير، إلا أن المدارس في مالي لاتزال تواجه صعوبات كثيرة: تكدس الفصول، ووجود المدارس بأماكن بعيدة لاسيما في المناطق الريفية، ونقص تأهيل بعض المعلمين، وافتقار البعض الآخر للتأهيل، ووسائل تعليمية غير كافية، ورسوب مدرسي، وتسرب من التعليم بأعداد كثيرة.

### الترفيه

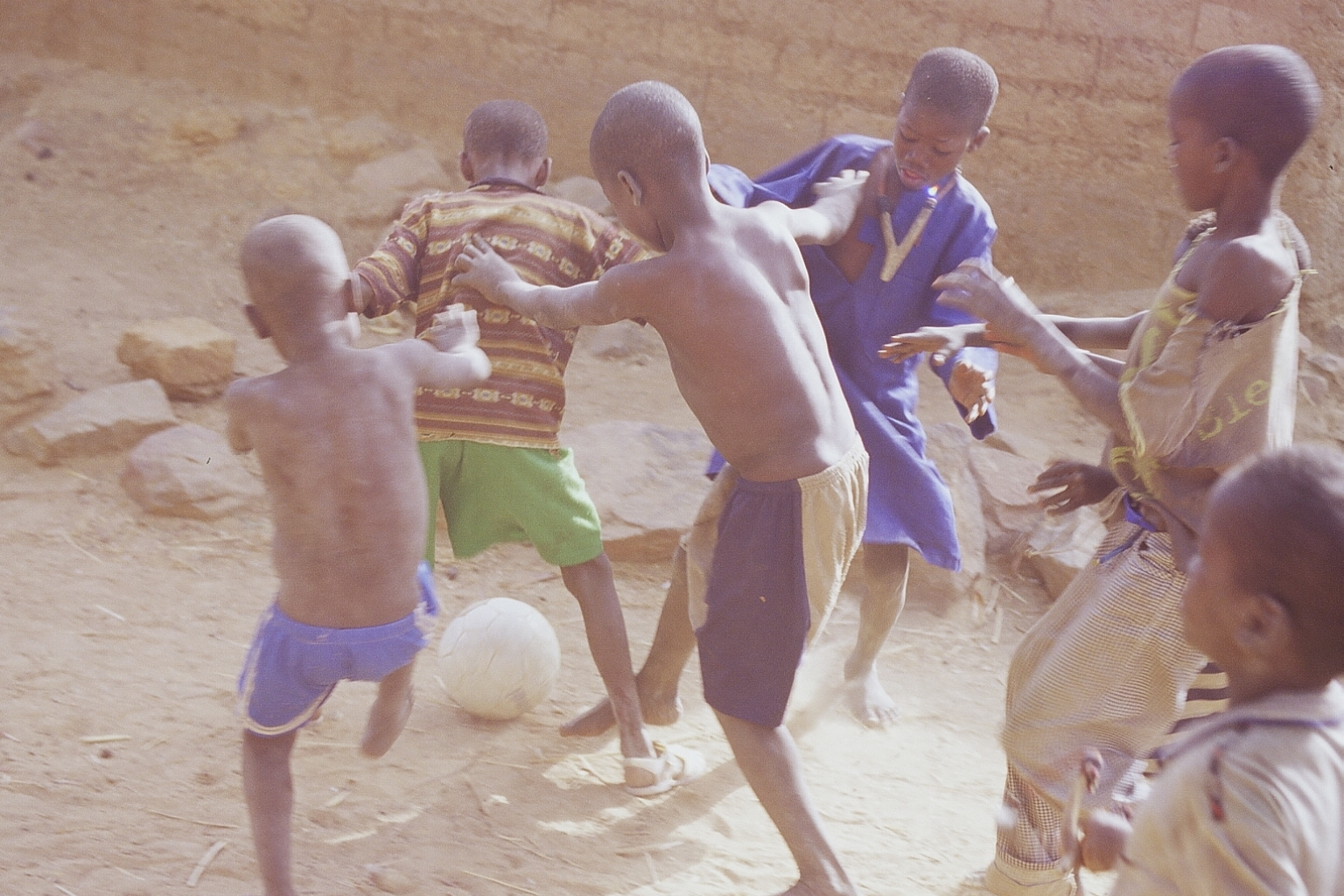
بعض الصبية يلعبون كرة القدم في قرية كاني كومبولي بإقليم دوجون

على الرغم من عدم تطور الوسائل الترفيهية في مالي، إلا أنه ينظمها مرسوم صادر بتاريخ 17 يوليو 2003، بشأن تنظيم المجموعات التعليمية. وتُعَرَف تلك المجموعات بأنها «مجموعات متنقلة أو ثابتة من الأطفال، أو من المراهقين، أومن الشباب، تتشكل في العطلات، وفي أوقات الفراغ»، وتضم بصفة خاصة مراكز الشباب المفتوحة، ومعسكرات الشباب، والمخيمات الصيفية، والدورات التعريفية، والقوافل (الكارافانات).
ومن الجدير بالذكر، أن المنظمات غير الحكومية تقدم أنشطة ترفيهية رياضية، وثقافية لجماهير محددة، ونذكر على سبيل المثال المنظمة الدولية للمعاقين «هانديكاب انترناشيونال» وشركاءها في مالي من أجل الأطفال ذوى الاحتياجات الخاصة في باماكو.

## عمالة الأطفال واستغلالهم

### عمالة الأطفال

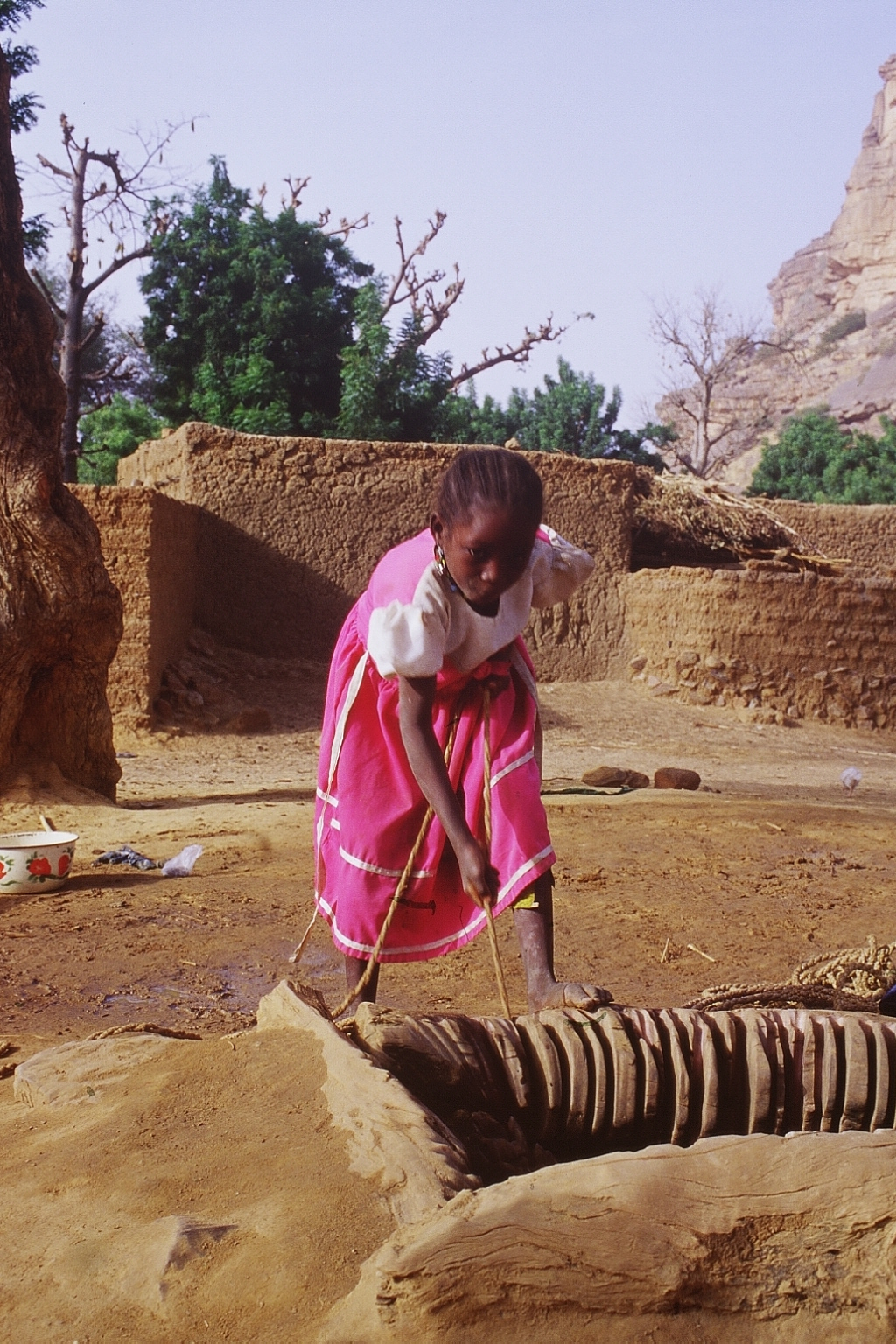
طفلة تخرج المياه من بئر في قرية كاني كومبولي بإقليم دوجون

يمنع قانون العمل عمل الأطفال دون الرابعة عشر. بينما يمنع المرسوم رقم 96-178 الصادر بتاريخ 14 يونيو1996 عمل الأطفال قبل بلوغ سن الثانية عشر، ويسمح بعمل الأطفال الذين تتراوح أعمارهم ما بين 12 و14 عاماً شريطة أن يكون «عملاً بسيطاً» (ساعتين يومياً للأطفال الذين يرتادون المدارس، وأربع ساعات ونصف الساعة للأطفال الذين لايرتادون المدارس). كما يمنع قانون العمل توظيف الأطفال دون الثامنة عشر في أعمال تسنفذ قواهم وتشكل خطراً عليهم، أو التي قد تضر بأخلاقهم ·  سواءً لطبيعة هذه الأعمال، أو لطبيعة الظروف التي تحيط بها.
ولقد أثبت تحقيق قومى عن عمالة الأطفال، أجرته مالي بالتعاون مع منظمة العمل الدولية في عام 2005، أن حوالي 7 أطفال من بين عشرة يبلغون من العمر ما بين 5 و17 عاماً (أي حوالي 3 ملايين طفل) يمارسون نشاطًا اقتصاديا ومن بينهم ثمانية من أصل عشرة أطفال يمارسون أعمالاً تعد، وفقاً لاتفاقيات منظمة العمل الدولية، والقوانين القومية، أعمالا ضارة. في معظم الحالات (بنسبة 94%)، يعتبر هؤلاء الأطفال مصدر إعانة لعائلاتهم. بالنسبة للأطفال الذين تتراوح أعمارهم بين 5 و14 عاماً، يمارس 41% منهم نشاطا اقتصادياً بدوام كامل، في حين يمارس 25% منهم العمل بالتوازى مع الدراسة، ويواظب 17% منهم على الدراسة دون ممارسة أي نشاط اقتصادي، بينما يذهب 17,5 % إلى المدارس ولا يقومون بأي عمل. والجدير بالذكر أن 93% من الأطفال العاملين يقومون بأعمال ضارة.
وتختص الفتايات أكثر من الذكور بالأعمال المنزلية (غسل الأواني، والملابس، والبحث عن أخشاب التدفئة والماء). ويشغل العمل المنزلي، بالنسبة للأطفال، أكثر من 35 ساعة في الأسبوع. وهذه هي الحالة بالنسبة ل 22% من الفتيات في المدن، و25% من الفتيات الريفيات، وأيضاً أقل من 10% من الذكور في الحضر، و13,8% من الذكور في الريف. وتوضح هذه الدراسة أن «قيام الأطفال بالعمل المنزلي يشجع على عدم التحاقهم بالمدارس (خاصةً الفتيات) أو على أقل تقدير يعيق انتظامهم أو حضورهم إلى المدارس».

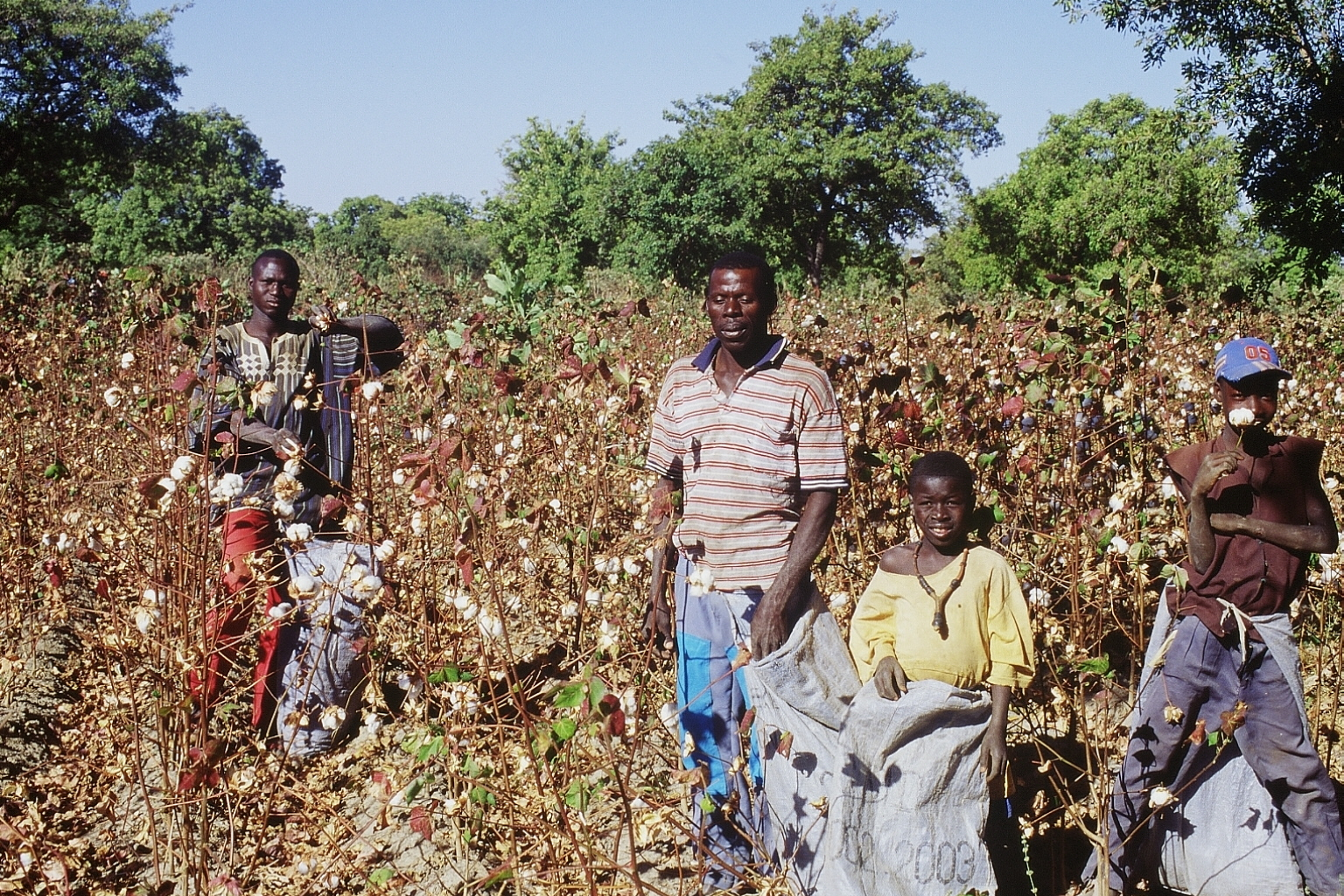
اسرة تعمل في حقل قطن بمالي

وبعيدا عن العمل المنزلي، فإن أكثر القطاعات تشغيلا للأطفال هي الزراعة والخدمات بنسبة مئوية تبلغ 57,7% و38,3%على التوالي، أما الصناعة، فيعمل بها عدد قليل من الأطفال بنسبة 2,5%.
وفي مجال الزراعة، يعمل أغلب الذكور في المزارع بنسبة 74,1%، بينما تعمل الإناث، بصفة أساسية في قطاع الخدمات.
وتشير هذه الدراسة إلى أن 40%من الأطفال الذين تتراوح أعمارهم مابين 5 و14 عاما، يقومون بأعمال خطيرة.
يضطرعشرات الآلاف من الأطفال إلى القيام بأعمال شاقة مثل العمل في مناجم التنقيب عن الذهب، حيث يجبر الأطفال على النزول إلى عمق يصل إلى 90 مترا. وقد أجرت الإدارة القومية للجيولوجيا والتعدين تحقيقا عام2000 حول تحسين وضع أطفال المناجم، وتم حصر 3200 طفلا يعملون في مناجم في مدن كانجابا وبنغوليلا وكينيا.
في عام 1998، دشنت وزارة العمل في مالي، بالتعاون مع مكتب العمل الدولى، البرنامج الوطني لمكافحة عمالة الأطفال، الذي يهدف، في الأساس، إلى زيادة قدرة كل من الهيئات الحكومية، ومنظمات العمال، وأصحاب العمل، والمنظمات غير الحكومية على وضع وتنفيذ سياسات، وبرامج، ومشروعات من أجل تجنب العمل المبكر للأطفال، ومنع استغلالهم في أوضاع شديدة الخطورة، بالإضافة إلى إمداد الأطفال وأسرهم ببدائل قابلة للتطبيق.
وفي الثامن من يونيو 2011، صدقت الحكومة المالية على الخطة الوطنية للقضاء على عمالة الأطفال والتي تمتد من 2011 حتى 2020 وتهدف، في مرحلتها الأولى من 2011 إلى 2015، إلى القضاء على أسوأ أشكال عمل الأطفال مثل الرق، والتجنيد الإجباري في نزاع مسلح أو في أفلام الدعارة، والتجارة غير المشروعة. وفي المرحلة الثانية التي تمتد من 2016 إلى 2020، تعمل هذه الخطة على اسبعاد الأشكال المحظورة من الأعمال التي، بطبيعتها، من شأنها الإضرار بصحة الطفل، وأمنه، وأخلاقه.

### أطفال الشوارع والتسول
في مالي، يحظر التسول في الطرق العامة. كما أن تحريض القصّر على التسول، يعرّض لعقوبة الحبس لمدة تتراوح ما بين ثلاثة أشهر وعام.
وعلى الرغم من ذلك، أحصت الإدارة القومية التنمية الاجتماعية، عام 2008، أكثر من 6000 طفل متسول في باماكو وفي مناطق موبتي وسيجو.
ويرجع تاريخ التسول في مالي إلى بدايات القرن التاسع عشر في عهد إمبراطورية ماسينا الفولانية. ففي ذلك العهد، كان على الأطفال المترددين على التعليم القرآني ومدارس تحفيظ القرآن (الكتاتيب) طرق الأبواب لتسول غذائهم. فقد كان التسول يدخل في إطار التدريب، الهدف منه «تدريب الأطفال على الحياة القاسية والزهد».
أما اليوم، فطلاب المدارس القرآنية يتم دائمًا استغلالهم من قبل المعلمين الذين يرغمونهم على التسول لمصلحتهم الخاصة. ويكون على الأطفال، في الغالب، العودة بحد أدنى من المال لتسليمه للمعلم وإلا تعرضوا للعنف والبلطجة.
ويعد أغلب أطفال الشوارع في مالي من الغلمان (94%) ممن تتراوح أعمارهم بين 5 و14 عامًا وأحيانا أصغر من ذلك، ويرافقهم، في الغالب، أكبر الأشقاء. وينتمي هؤلاء الأطفال إلى أسر عديدة، أغلبها من أصول ريفية هاجرت إلى المدينة، إلا أن ثلثهم من الأيتام. ويبيت هؤلاء الأطفال في المبانى العامة، وفي الأسواق وتحت الكبارى، ويعيشون، بصفة عامة، في جماعات.
ويلتحق عدد قليل من أطفال الشوارع بالمدارس (8%)، بينما كان أكثر من الثلث ملتحقا بالتعليم، ولكن تسرب منه، في أول مرحلة من التعليم الأساسي. ويمارس غالبية الأطفال أنشطة اقتصادية لإعاشة أنفسهم وربما إعاشة أسرهم. كما يتعرضون، بصفة عامة، لإدمان المخدرات، والابتزاز والعنف.

### الاتجار بالأطفال والتجارة العابرة للحدود
تقع مالي ضحية الاتجار بالأطفال والتجارة العابرة للحدود مثل معظم بلاد الغرب الإفريقي. ولذا، فمنذ بداية التسعينيات وحتى أوائل القرن العشرين، تم حصر عدة آلاف من الأطفال الماليين الذين تم بيعهم واستغلالهم في حقول القطن والبن والكاكاو في شمال ساحل العاج · . وفي عام 2002، تم حصر 15000 طفل مالى يعملون في مزارع في ساحل العاج وفي غانا.
رغم أن مالى هي، في الأساس، مصدر لهؤلاء للأطفال، إلا أنها تستقبل على أراضيها أطفال من بوركينا فاسو أو من غينيا يكون معظمهم من طلاب المدارس القرآنية.
وقد أدركت الحكومة المالية هذه المشكلة، واتخذت عددا من الإجراءات والأحكام. فبعد التوقيع على اتفاق تعاون مع ساحل العاج في عام 2000، تبنت خطة عاجلة لمكافحة الاتجار بالأطفال بين مالى وساحل العاج تمتد من 2000 إلى 2001 وكذلك، خطة عمل قومية لمكافحة الاتجار بالأطفال تمتد من 2000 إلى 2006.
وفضلا عن ذلك، فإن مالى من الدول الموقعة على إعلان ليبرفيل لعام 2003 الذي ينص، في الأساس، على تبنى قانون يعرًف الاتجار ويجرمه أو يجرم الشروع فيه، كما ينشئ وثيقة سفر للأطفال متجانسة بين البلاد. كما وقعت مالى اتفاقيات تعاون ثنائية بينها وبين ساحل العاج، وبوركينا فاسو، والسنغال، وغينيا كوناكرى. وفي 27 يوليو 2005، وقعت على اتفاقيات تعاون متعددة الأطراف لمكافحة الاتجار بالأطفال، في غرب أفريقيا، مع حكومات بنين، وبوركينا فاسو، وساحل العاج، وغينيا، وليبريا، والنيجر، ونيجريا، وتوغو.
ويعرًف القانون الجنائي الاتجار بالأطفال على أنه " مجموعة الخطوات التي يتم، بواسطتها، نقل الطفل، سواء داخل أو خارج بلد ما، في أوضاع تحوله لقيمة تجارية بالنسبة لشخص على الأقل من الأشخاص المعنيين، وأي كان الغرض من نقل الطفل:
- أي فعل ينطوي على تجنيد أو نقل أو إيواء أو احتجاز أو إخفاء حقيقة الطفل؛
- أي فعل يتسبب في نقل الطفل داخل أو خارج بلد ما.[67] » توقع عليه عقوبة السجن لمدة تتراوح من 5 إلى 20 عاما.

#### الاستغلال الجنسي
يتزايد الاستغلال الجنسي الذي يمارس ضد الأطفال، ولا سيما الفتيات، في مالى. ففيما بين عامى 2004 و2006، قامت فرقة شرطة الآداب وحماية الأطفال، في مالى، برصد 199 حالة استغلال جنسي ضد الأحداث، من بينهم 69 حالة استغلال لأطفال يبلغون من العمر ما بين 0 و13 عامًا و48 حالة لأطفال تتراوح أعمارهم ما بين 13 و15 عاما. وعلى الرغم من ذلك، فلا يزال هناك العديد من الحالات التي لا يتم الإبلاغ عنها بسبب بعض المحرمات المتعلقة بالعلاقات الجنسية.
و يعاقب القانون الجنائي جريمة هتك عرض الأطفال دون الخامسة عشر، بالسجن مع الأشغال الشاقة.وتتراوح مدة السجن ما بين 5 إلى 10 سنوات، إذا كان قد تم استغلال الطفل أو إغواءه دون عنف، أما إذا كان الاستغلال قد تم باستخدام العنف، فتتراوح مدة العقوبة ما بين 5 إلى 20 عاما. وفيما يتعلق بالاغتصاب، فعقوبته 20 عامًا من السجن مع الأشغال الشاقة، إلى جانب حظر الإقامة من 5 إلى 20 عاما.

أما الفعل الجنسي الذي عادة ما يتم السماح به للفتيات دون الخامسة عشر، فتتراوح عقوبته ما بين 5 إلى 10 أعوام من السجن وذلك دون الإخلال بأي عقوبة أخرى تعرض لها الجانى نتيجة لجرائم أو جنح ارتكبها خلال القيام بهذا الفعل. 

أما عقوبة اشتهاء الأطفال (البيدوفيليا)، فتتراوح ما بين 5 إلى 20 عامًا من السجن مع الأشغال الشاقة بجانب غرامة يتراوح قدرها ما بين 20 ألف إلى مليون فرانك. والبيدوفيليا هي كل فعل إيلاج أو ملامسة جنسية، أيا كانت طبيعتهما، ترتكب ضد حدث دون الثالثة عشر أو عن طريق استغلاله لأهداف تجارية أو سياحية، أو تعريضه لصور، أو أفلام، أو رسومات إباحية تعرض حدث أو أكثر دون الثالثة عشر.

### مؤسسات التقاضي المُتعلقة بالأحداث
تخضع مؤسسات التقاضي المتعلقة بالأحداث لعدة نصوص من بينها القانون رقم 1ـ081 الصادر في 24 (توضيح) إبريل من عام 2001، الخاص بالمسؤولية الجنائية وبالمحاكم المتعلقة بالأحداث، كما يخضع للحكم رقم 2ـ62 / BRM الصادر في الخامس من يونيو عام 2002، الخاص بقانون حماية الطفل. وبالتالى، غيرت هذه النصوص من التعهدات الدولية التي التزمت بها مالى في القانون الوطني وخاصة بعد قيامها بالتصديق على اتفاقية حقوق الطفل.. 

وقد عرّف القانون، الصادرعام 2001، إجراءات تقاضى الأحداث، بأنها إجراءات متخصصة مسؤولة عن الحكم في المخالفات التي يتم تعريفها وفقا لنصوص رسمية وردت في القانون، وبناء على صفة مرتكبها.
و تتشكل هذه المحاكم من:
- قاضى محكمة الأحداث الذي يعين من خلال مرسوم صادر من رئيس الجمهورية، وبموافقة مجلس القضاء الأعلى، بعد الأجذ في الاعتبار قدراته ومدى اهتمامه بالقضايا المتعلقة بالطفولة ؛
- محكمة الأحداث، وهي سلطة قضائية تختص بالحكم في المخالفات التي يرتكبها الحدث والتي توصف بالجنح أو بالمخالفات، ويتم تأسيسها داخل مقر كل محكمة ابتدائية وفي كل محكمة تصالح ذات اختصاصات واسعة وكذلك داخل مقاطعة باماكو؛
- دائرة الحدث التابعة لمحكمة الاستئناف داخل كل محكمة استئناف ؛
- محكمة الجنايات للأحداث.

و قد يأمر قاضى الأطفال بتطبيق إجراءات المساعدة التربوية كلما تعرضت صحة، وأمن، وأخلاق أي طفل، دون الثامنة عشر، للخطر، أو كلما تعرضت ظروفه التعليمية للتهديد.

#### سن الرشد وعدم المسؤولية الجنائية للأحداث دون الـ 13 عاماً
يبدأ سن الرشد الجنائي عند بلوغ الشخص سن الثامنة عشر. يتمتع الحدث البالغ من العمر 13 عاماً بإعفاء من المسؤولية الجنائية نظراً لافتقاره للتمييز. فإذا ارتكب جريمة أو جنحة، يتم الإفراج عنه أو تبرءته ومن ثم تسليمه لوالديه أو لمؤسسة رعاية.
وبالنسبة للحدث الذي يتراوح عمره ما بين 13 إلى 18 عاماً، فإن السلطة القضائية هي التي تقرر إذا ما كان هذا الحدث قد تصرف دون تمييز (حالة عدم المسؤولية الجنائية) أو بتمييز، وفي هذه الحالة قد يخضع لعقوبة ملائمة أو لرعاية مناسبة تضمن له الحماية والمساعدة والمراقبة والتهذيب.

#### أطفال مسجونين أو محتجزين احتياطياً
في عام 2005، أجرى المركز القومى للوثائق والمعلومات حول المرأة والطفل دراسة تتعلق «بالأطفال الذين يعانون من أوضاع صعبة، بما في ذلك هؤلاء الذين لديهم مشاكل قانونية». وقامت هذه الدراسة بإحصاء عدد الذكور والإناث الذين لديهم مشاكل قانونية وعددهم 1001 صبي و401 فتاة. وتتراوح المخالفات الرئيسة ما بين: 38% واقعة سرقة و18% واقعة ضرب وإصابة و11% تشرد و10% اغتصاب.
ويوجد أغلبية هؤلاءالأطفال في مقاطعة باماكو بنسبة 57%، ويليها أقليم موبتى بنسبة 15%، وأخيراً أقليم كايس بنسبة 8%.
في عاميّ 2006 و2007؛ قام المجلس القومى للوثائق والعلومات حول المرأة والطفل بإجراء دراسة في مقاطعة باماكو وفي أغلب أقاليم مالي (باستثناء إقليم كيدال) أتاحت الحصول على المعطيات الآتية:
في عام 2006، تم وضع 217 طفلاً (149 فتى و65 فتاة) في السجون كما تم وضع 167 طفلاً (119 فتى و48 فتاة) في المؤسسات العقابية الأخرى عام 2007.
وبالمخالفة مع القانون الصادر في 24 (توضيح) اغسطس عام 2001؛ تم احتجاز فتاة وثلاثة فتيان دون الثلاثة عشر عاماً احتياطياً على التوالي خلال عاميّ 2006 و2007. وتعد فئة المراهقين ممن تتراوح أعمارهم ما بين 16 و18 عاماً، هي الأكثر عدداً (170 فرد في عام 2006 و115 عام 2007).
وفي عام 2006، بلغ عدد الأطفال المحتجزين احتياطياً عقب الإدانة 155 طفلاً (147 ذكر و48 أنثى). أما في عام 2007؛ فقد وصل عددهم إلى 49 طفلاً (44 فتى و5 فتيات). وفي 2006؛ تم وضع ما يقرب من 39% من الأطفال الملاحقين لمخالفات قانونية في الحبس الاحتياطي عقب إدانتهم.
وفي 2006 كذلك؛ تم احتجاز 39 طفلاً من بين 217 مع البالغين. وخلال نفس العام، واجه 70 طفلاً المصير ذاته مما يعد انتهاكاً لقانون المسؤولية الجنائية للأحداث ومؤسسات التقاضي الجنائية المتعلقة بالأحداث. وفي أغلب السجون في مالي، لا يوجد قطاع مخصص للأحداث: فمن بين 54 مؤسسة إصلاحية؛ هناك 41 مؤسسة لا تمتلك قطاع خاص بالأحداث. ويعتبر إقليم قاو هو الأقليم الوحيد الذي لا يمتلك في سجونه أي قطاع للأحداث.
إن مراكز إعادة التهذيب والتأهيل الخاصة بالأحداث هي مؤسسات تستقبل الشباب الذين تتراوح أعمارهم ما بين 13 و17 عاماً. يتم استقبال هؤلاء الشباب في هذه المراكز بعد ارتكابهم لحوادث سرقة أو إصابة دون عمد أو للمساعدة التربوية. وتوجد هذه المراكز في العديد من الأقاليم في مالي، مثل إقليم بولي وبوجوني وسيكاسو وكُتيالا وكيمبارانا وموبتي وسيغو.
ولا يستفيد معظم الأطفال في السجون المالية من البرامج التربوية. وتهتم فقط 11 مؤسسة من أصل 54 بإدراج الأطفال في النظام التعليمي، مما يجعل النظام العقابي للسجون مخالفاً للإلزام المدرسي المعترف به من قبل القانون والاتفاقية الخاصة بحقوق الطفل.
ويستفيد الأطفال من الأنشطة الترفيهية في 35 مؤسسة، وفي 33 مؤسسة أخرى من الدعم الاجتماعى والنفسي.

## مشاركة الأطفال في الحياة السياسية

### برلمان الأطفال
في عام 1996، تم إنشاء برلمان الأطفال تحت إشراف وزارة النهوض بالمرأة والطفل والأسرة. ويمكن تعريفه على أنه منبر لحرية التعبير لجميع أطفال مالي. ويكلف هذا البرلمان بتنفيذ الأعمال الخاصة بالإعلام والتوعية للأطفال والآباء والسلطات العامة والمجتمع المدني وكل من يمكنه المساهمة في التعبير عن تضامن قومي ودولي حقيقي، من أجل تحسين البنية الجسمانية والعقلية والاجتماعية والاقتصادية لأطفال مالي والعالم.
أما عن أعضاء هذا البرلمان فهم أطفال تتراوح أعمارهم ما بين 10 و18 عاماً، تم اختيارهم على المستوى الإقليمي بناء على مقترحات من قبل المنظمات الأهلية والمحليات والمدارس، مع الأخذ في الاعتبار تمثيل كافة الفئات من (التلاميذ أو الأطفال العاملين أو المعاقين أو أطفال المناطق الريفية... إلخ). ثم يقوم أطفال هذا البرلمان بانتخاب أطفال البرلمان الوطني.
علاوة على ذلك، يقوم برلمان الأطفال بإجراء استجواب لكل من رئيس الدولة، وأعضاء الحكومة وكبار الموظفين، وكذلك المنظمات الأهلية والمجتمع المدني حول القضايا محل اهتمامهم. كما يمكنه وضع بعض التوصيات التي يتم نقلها إلى الجمعية الوطنية.
وفي الثالث من إبريل عام 2010، أصبح بونكانا مايجا رئيساً لبرلمان الأطفال خلفا لفاتوماتا سانكاري.

### تعبير الأطفال عن أنفسهم
ساعد المذياع الذي يعد إحدى وسائل الإعلام الأساسية في مالي -لا سيما في المنطقة الريفية- على تنمية العديد من المشروعات التي بدورها ساهمت في التعبير عن الأطفال. وقام الاتحاد الحر للإذاعة والتليفزيون بمالي بالشراكة مع منظمة اليونيسيف بتطوير مشروع أوكسيجون الذي يعنى بتدريب الأطفال على تقنيات كتابة التقارير، والإخراج وتقديم النشرات الإخبارية والأفلام الوثائقية والتحرير وتقديم البرامج الإذاعية.